# 张国捷
张国捷（1982年9月—），男， 研究员，生物多样性基因组学和生态演化基因组学领域专家，现任浙江大学生命演化研究中心讲席教授。

## 教育和研究经历
2004年于厦门大学获学士学位，2010年于中国科学院昆明动物所获博士学位，后赴丹麦哥本哈根大学社会行为演化研究中心作为访问学者。
2012年任哥本哈根大学助理教授，2015年成为进入终身序列的助理教授，2017年3月获得终身副教授职位，同年9月被授予终身教授职位，成为当时哥本哈根大学最年轻的正教授。2022年以讲席教授身份加盟浙江大学医学院。

## 国际重大项目
他与全世界的科学家共同发起并领导了多个国际重大项目，包括与人类基因组计划类似的项目——地球生物基因组计划（Earth BioGenome Project, EBP），旨在对地球上所有真核生物进行测序；万种鸟类基因组计划（The Bird 10,000 Genomes，B10K），旨在在未来五年内构建所有现生约10500种鸟类的基因组图谱；全球蚂蚁基因组联盟计划（The Global Ant Genomics Alliance，GAGA），旨在构建全球蚁科属级别代表物种的基因组图谱；脊椎动物基因组计划（Vertebrate Genomes Project，VGP），旨在从脊椎动物的每个物种（近66,000种）中选取至少一个个体进行测序。

## 研究成果
他的工作在生物多样性基因组学和生态演化基因组学领域具有国际影响力，相关研究成果于2019、2021年入选“中国十大生命科学研究进展”。目前论文总引用数超过3万次，被选为2017年Nature Index封面人物。